# Kanári datolyapálma
A kanári datolyapálma (kanári főnixpálma, Phoenix canariensis) az egyszikűek (Liliopsida) osztályának pálmavirágúak (Arecales) rendjébe sorolt pálmafélék (Arecaceae) családjának egyik közismert faja.

## Származása, elterjedése
A Kanári-szigetek alacsonyabb régióiban endemikus; onnan telepítették be Makaronézia más részeire és a Mediterráneumba. Legnagyobb természetes állományai Tenerife, La Gomera és La Palma szigetén, 200–600 méter magasan nőnek. A Madeira-szigeteken 0–400  méteres tengerszint feletti magasságok között fordul elő.
A Kanári-szigetek gyarmatosítása után a spanyolok sokat kivágtak, és természetes állományait a bozóttüzek is gyakran pusztítják. Eredeti termőhelyein napjainkban leginkább a hibridizálódás veszélyezteti, mert számos más pálmához hasonlóan könnyen kereszteződik a betelepített rokon fajokkal. A közönséges datolyapálmával képzett hibridjei tömegesen nőnek Fuerteventurán, Gran Canarián és Lanzarotén.
Kedvvel ültetik szerte a világ valamennyi szubtrópusi, illetve trópusi éghajlatú vidékén. Budapesten a Füvészkertben él egy kiültetett példánya, amit telente fűtött takarással védenek.
Egyelőre tisztázatlan, miként vált külön a faj a hozzá nagyon hasonló közönséges datolyapálmától (Phoenix dactylifera) és indiai datolyapálmától (Phoenix sylvestris).

## Megjelenése, felépítése
A közönséges datolyapálmához (Phoenix dactylifera) nagyon hasonló, törzse azonban erőteljesebb. A magányos, el nem ágazó törzs alapját a felszínre kerülő gyökerek akár 90 centiméter átmérőig megvastagíthatják. A kifejlett növény törzse jellemzően 10–12 méter (legfeljebb 20 méter) magas.
Gyökerei a pálmák többségénél mélyebbre hatolnak.
Levélüstöke tömöttebb a közönséges datolyapálmáénál: akár száz levele is lehet. A lehullott levelek rostokkal átszőtt levélalapjai sokáig visszamaradnak, amitől a törzs feltűnően vaskos lesz, és sok jellemzően epifiton növénynek (csorbókáknak, kövirózsacserjéknek, nyúlmancsoknak, madársóskáknak stb.) teremt élőhelyet. A levélalapok leválása után az idősebb növények szürkés- vagy sötétbarna törzsén rombuszos mintázat marad vissza.
A hatalmas, gömbszerű koronában a szárnyasan összetett levelek felfelé törnek és kecsesen visszahajlanak. Az idős növények leveleinek gerince 3–6 méter hosszú; rajta a lándzsa (toll) alakú levélkék szabályosan, egy síkban állnak, számuk mindkét oldalon elérheti 80–100-at. A levélkék szélei felhajlanak (Johnson), a legalsó levélkepárok tövisekké módosulnak. A lombkorona színe az olajzöldtől a sötétzöldig változhat; a közönséges datolyapálmával keresztezett példányoké kékes árnyalatú.
A levelek hónaljában fejlődő, impozáns, 90–120 centiméteres, sárga vagy világos narancssárga bugavirágzatot csónakszerű buroklevél (spatha) takarja.
Teljesen beérett, narancsszínű bogyótermései ehetőek ugyan, de gyümölcshúsuk rendkívül vékony, és íze is messze elmarad a közönséges datolyapálmáétól. Ovális, 18–22 milliméteres, világosbarna magján hosszirányú barázda húzódik végig.

## Életmódja, termőhelye
Kétlaki növény, tehát virágai egyivarúak. A szél és a rovarok egyaránt beporozhatják.
25 °C hőmérsékleten friss magjai 8–12 hét alatt könnyen csíráztathatók, nagyobb melegben ennél lényegesen gyorsabban, néhány hét alatt kicsírázik.
Fényigényes, de elviseli a félárnyékot. Ha nem kap elég fényt, levelei elvékonyodnak, megnyúlnak. Tavasztól őszig Magyarországon is tartható a kertben vagy a teraszon, de a hirtelen tűző naphoz szoktatni kell.
Víz- és páraigénye nem jelentős.
Természetes élőhelyén sok tápanyagot tartalmazó, savanyú vagy enyhén meszes vulkáni talajon nő. Fiatal korában a vizet jól áteresztő, laza, homokos talaj a legjobb neki, idősebb korában pedig a kissé kötöttebb.
Télen, szárazabb körülmények között az idősebb növényeknek lényegesen jobban tűrik a hideget a fiataloknál, de ha a hőmérséklet tartósan, -4 °C alá süllyed, levelein fagyási sérülések jelennek meg. -9 °C alatt elpusztul, ezért Európában szabadon csak a Földközi-tenger partvidékén ültethető (Johnson). A téli időszakban érdemes világos helyen, 12–14 °C-on tartani. Ilyenkor öntözni is kevesebbet kell.
Kedvező éghajlaton gyakran kivadul, ezért Ausztráliában és Új-Zélandon veszélyes özönnövénynek tekintik.

## Felhasználása
Dísznövénynek ültetik. Viszonylagos igénytelensége, gyors növekedése és látványos, gazdag levélüstöke okán a Washington-pálma és a királynőpálma (Syagrus romanzoffiana) mellett a három legelterjedtebb, legkeresettebb díszpálma egyike. A szárazságot jól tűri, de aszályos, forró nyarakon gyakran kell öntözni. Se a pangó vizet, se a tartós szárazságot nem kedveli.
Nemcsak szobanövényként, de parkokban is előszeretettel ültetik. Nem fagytűrő, de a fagyponthoz közeli hőmérsékletet még elviseli.
Betegségekre csak a tápanyaghiányos és a nitrogénnel túltáplált, fellazult sejtszerkezetű növények fogékonyak. A helytelen körülmények között tartott pálmák főként akkor érzékenyek a pajzstetűre, ha a levegő száraz, tehát a pajzstetű ellen párásítással védekezhetünk. Túlságosan párás, rosszul szellőző helységben a gombás fertőzésektől levele foltosodhat.
Gyümölcse emberi tápláléknak gyakorlatilag nem alkalmas, de disznók takarmányozására bevált. A törzséből csapolt nedvből készített pálmamézzel a Kanári-szigeteken süteményeket ízesítenek. Ez a szokás Madeirán nem honosodott meg (Lips).

## Hasonló, vele hibridizáló fajok
- közönséges datolyapálma (Phoenix dactylifera),

- krétai datolyapálma (Phoenix theophrasti)

## Képek

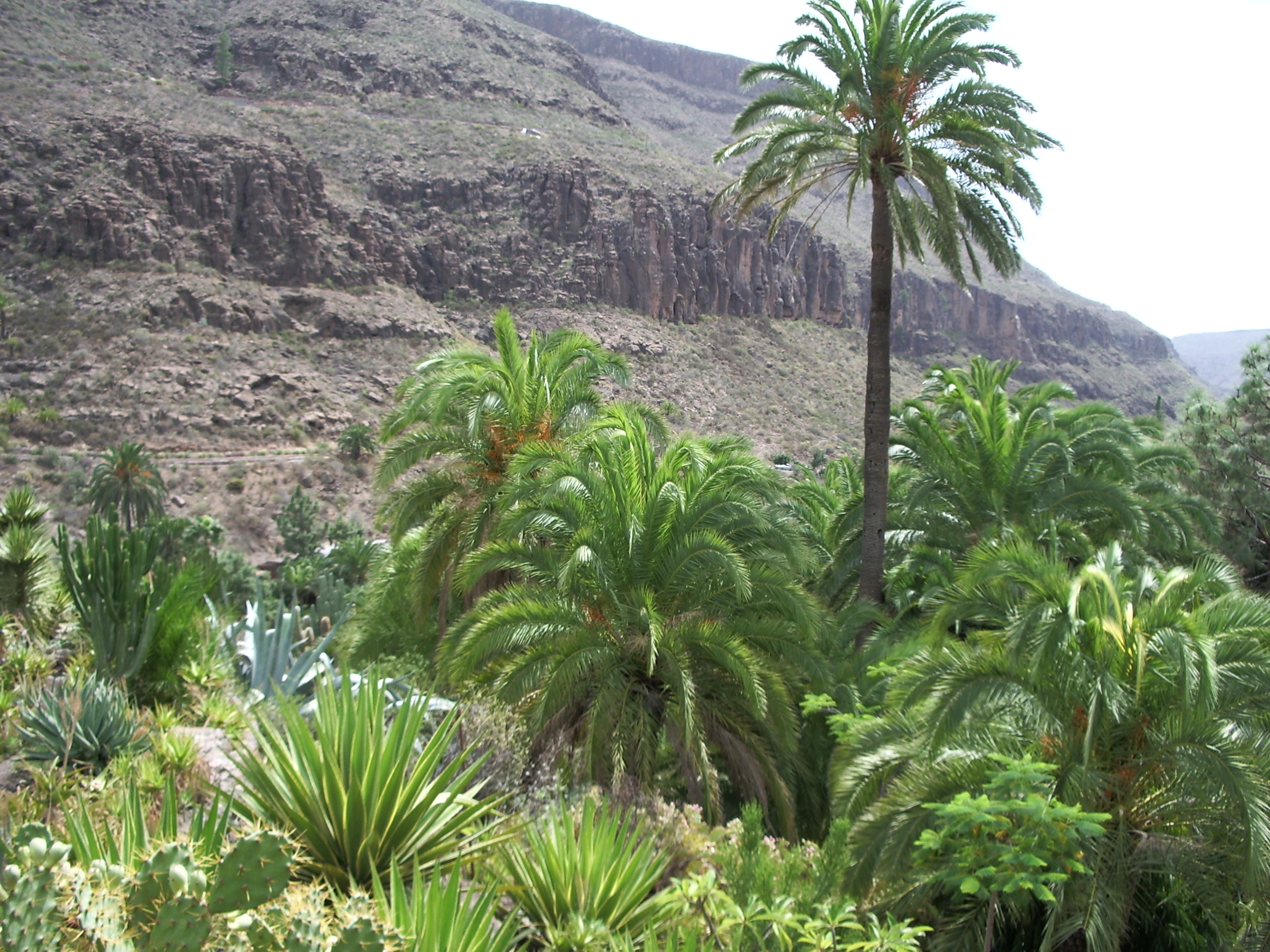
Pálmaliget Gran Canarián, (Palmitos Park)
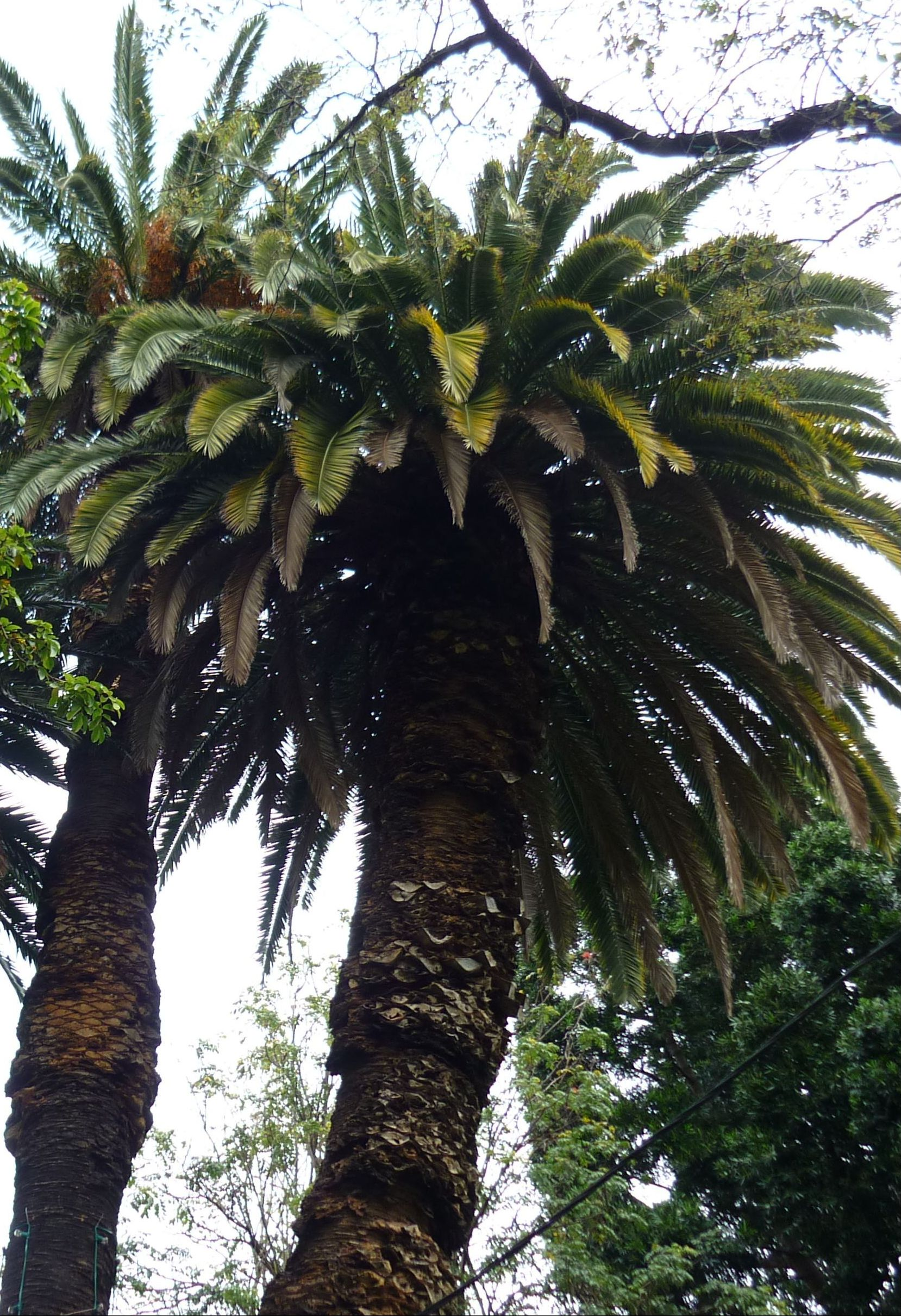
Kanári datolyapálmák a madeirai Funchal városban
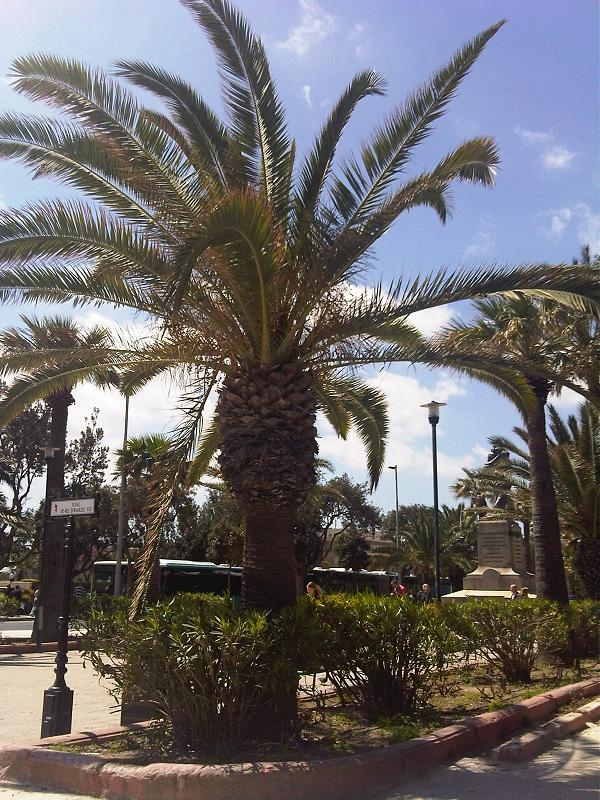
és Máltán
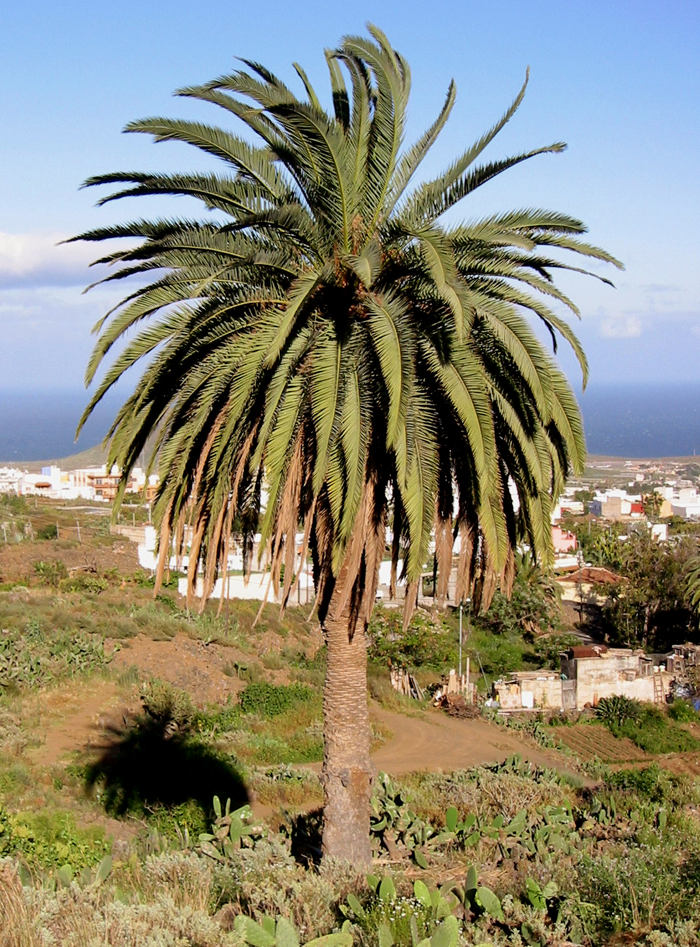
Habitusa
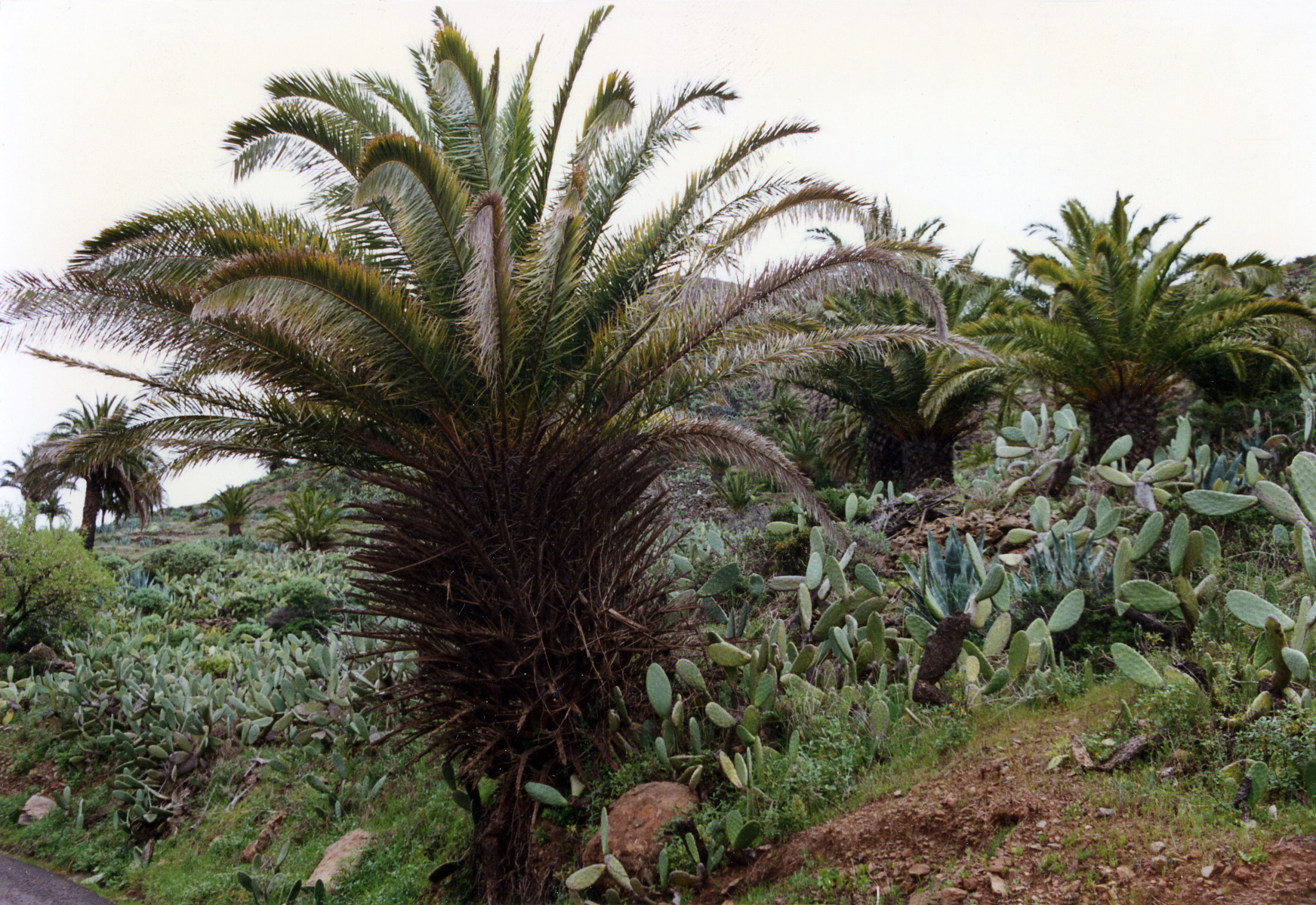
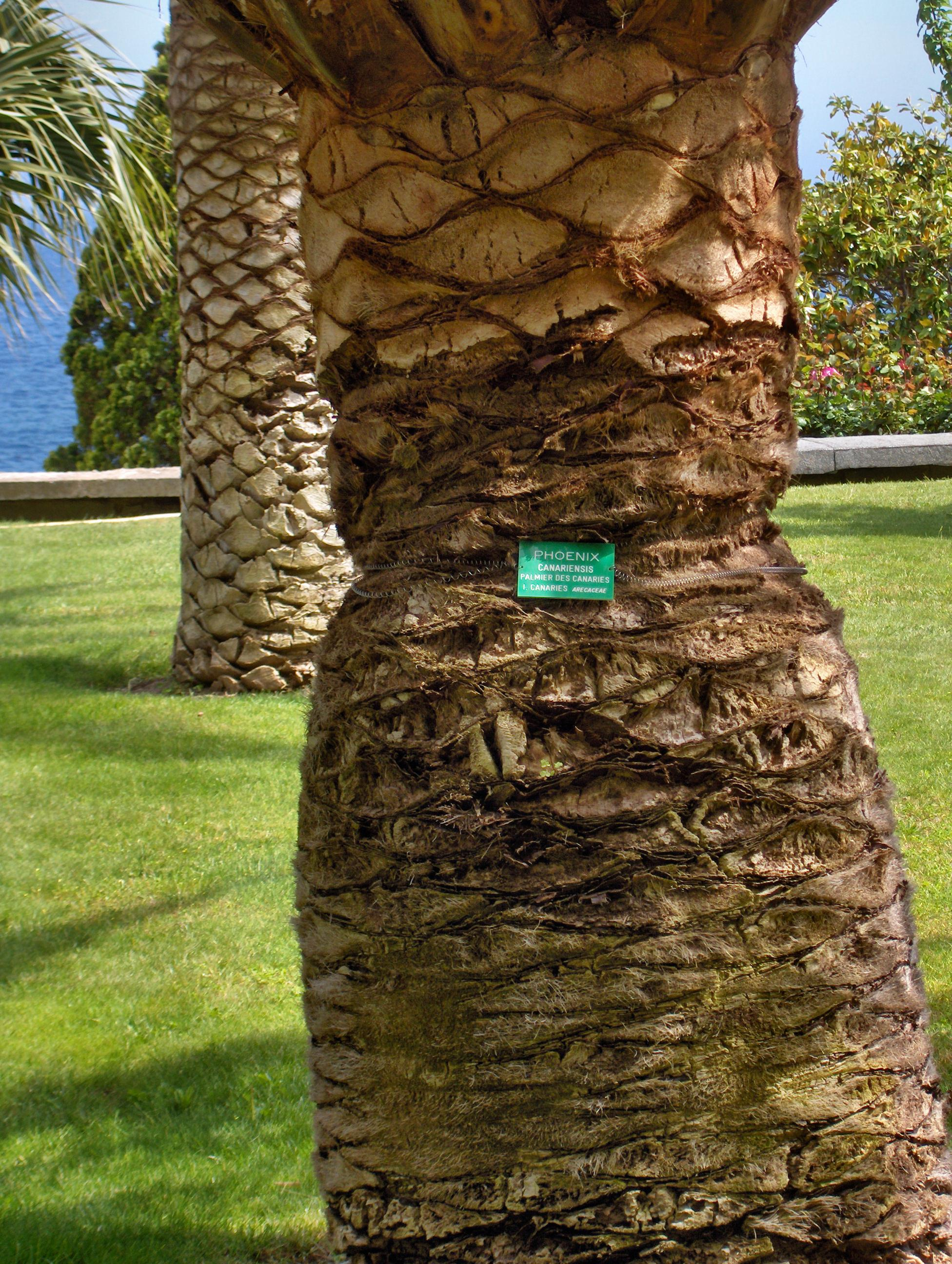
Törzsei
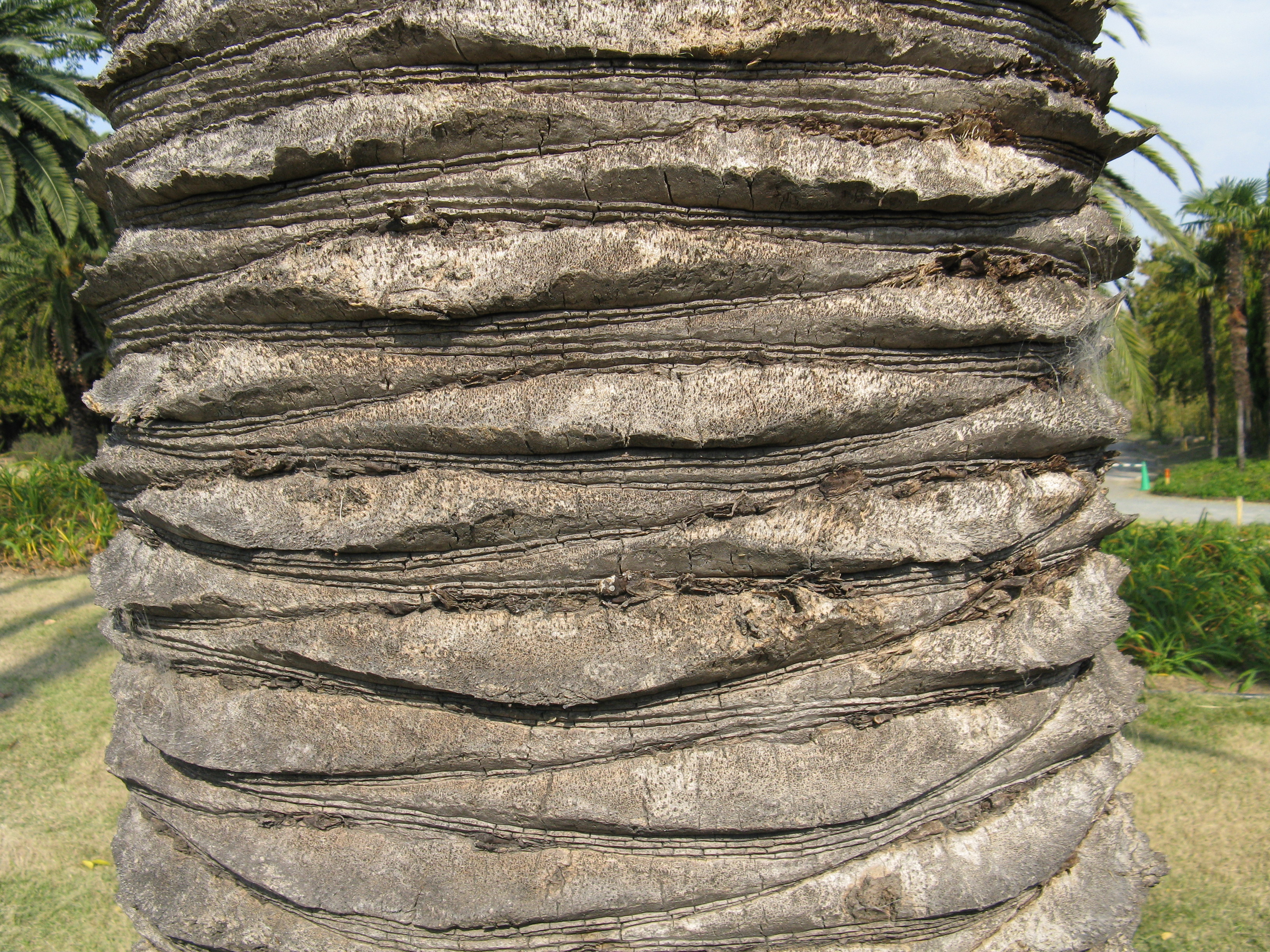
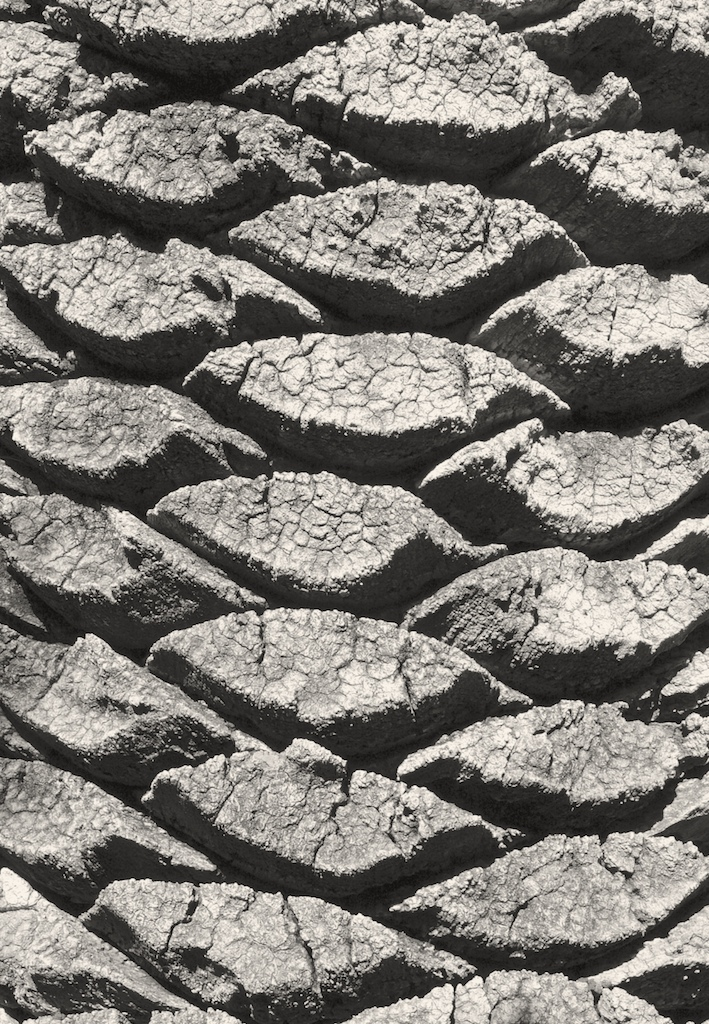
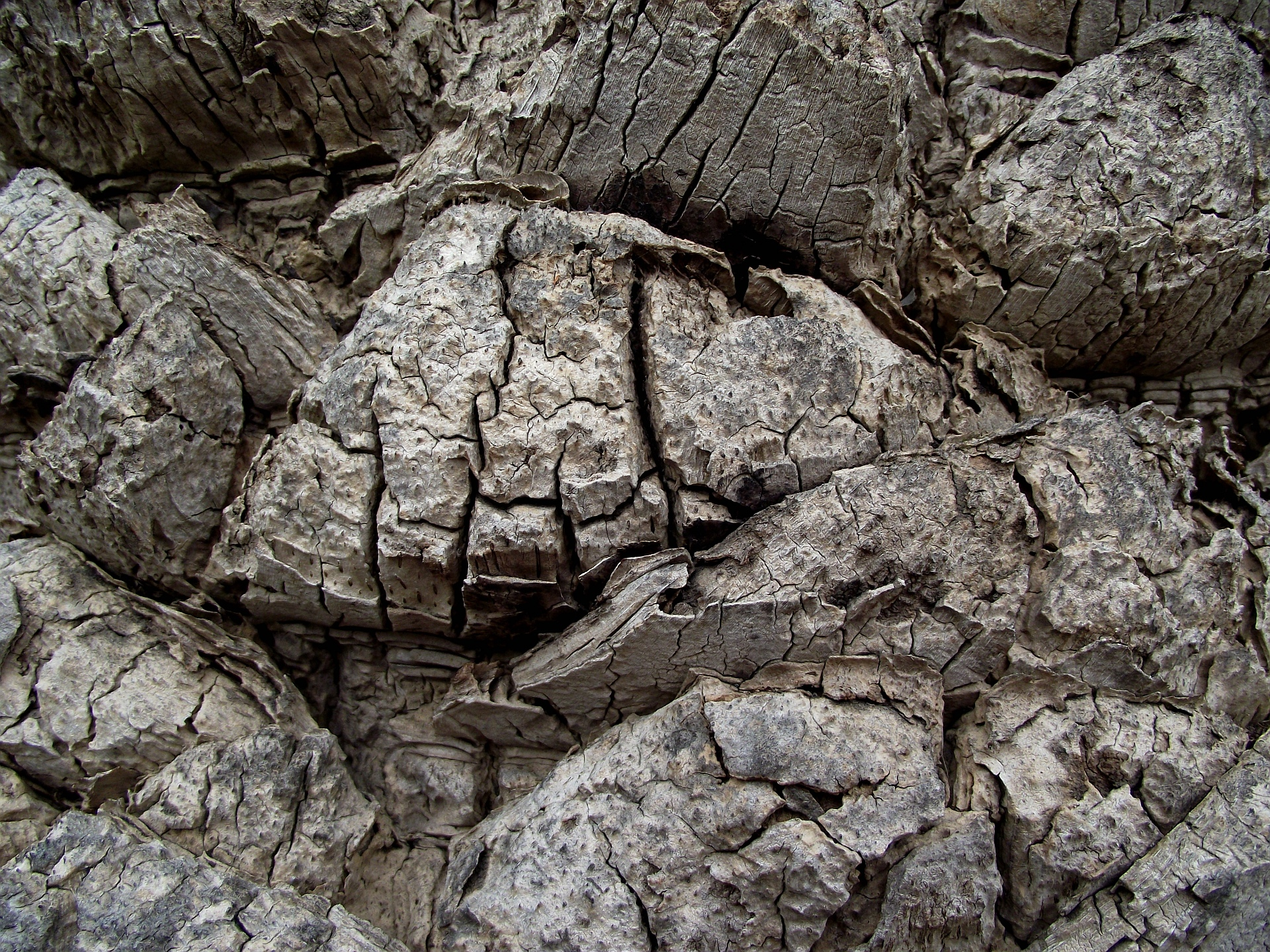
közelről
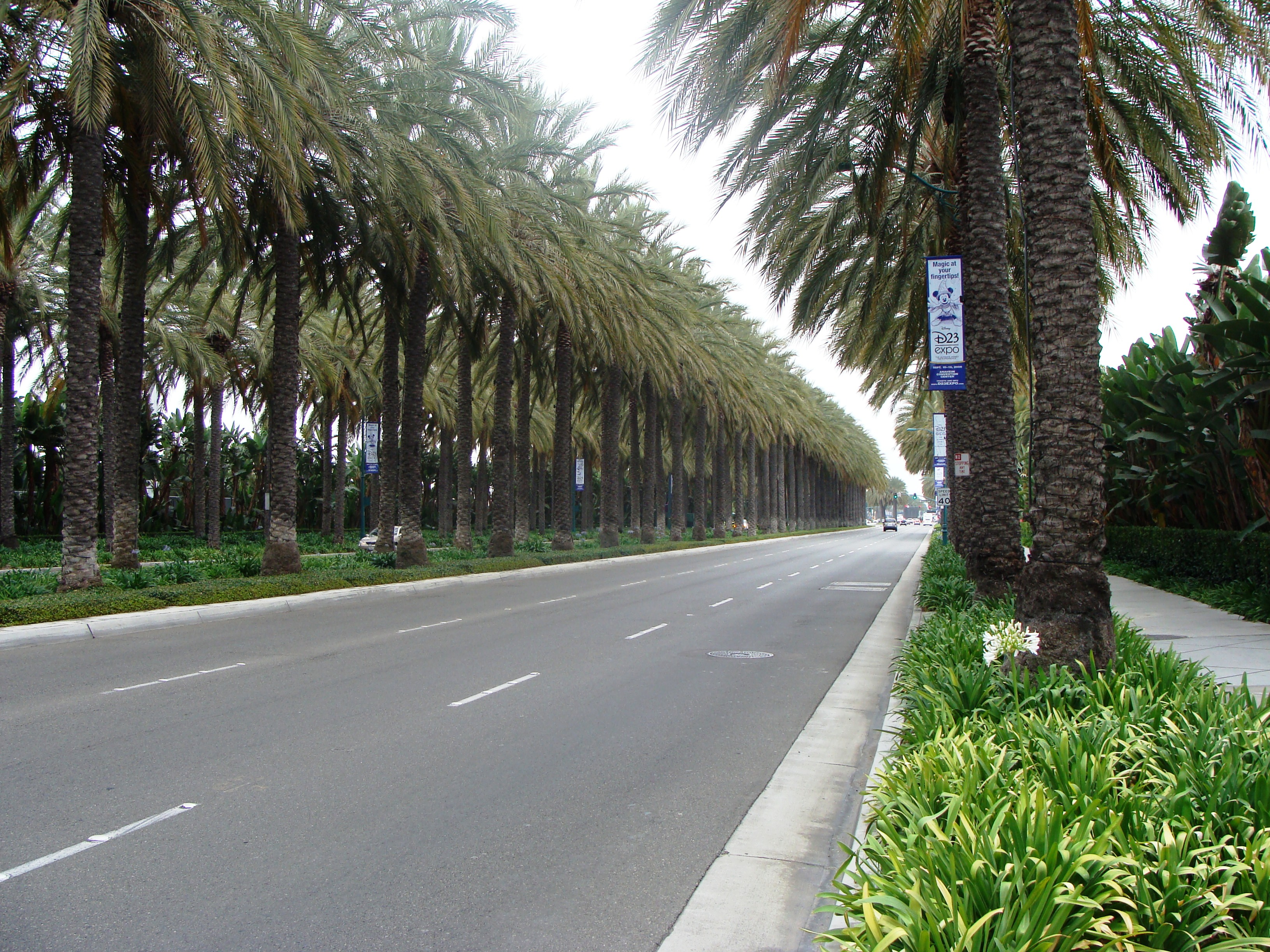
Utcasorfaként Kaliforniában. A szubtrópusi-trópusi vidékeken ez az egyik legkedveltebb díszpálma faj
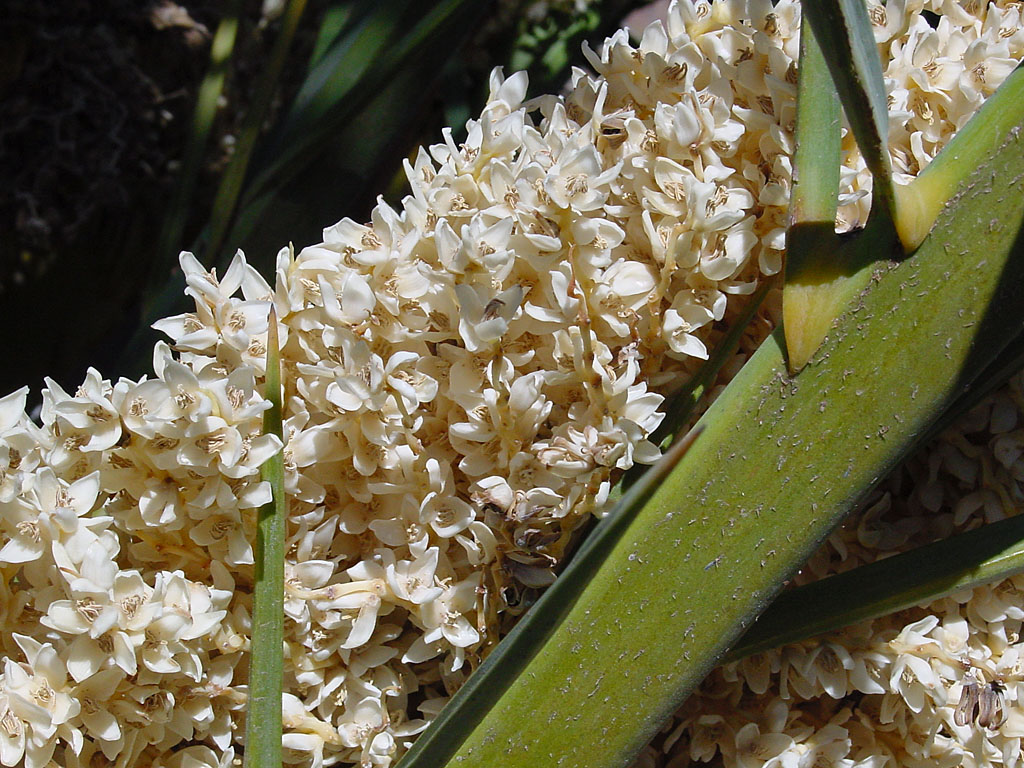
Virágai közelről
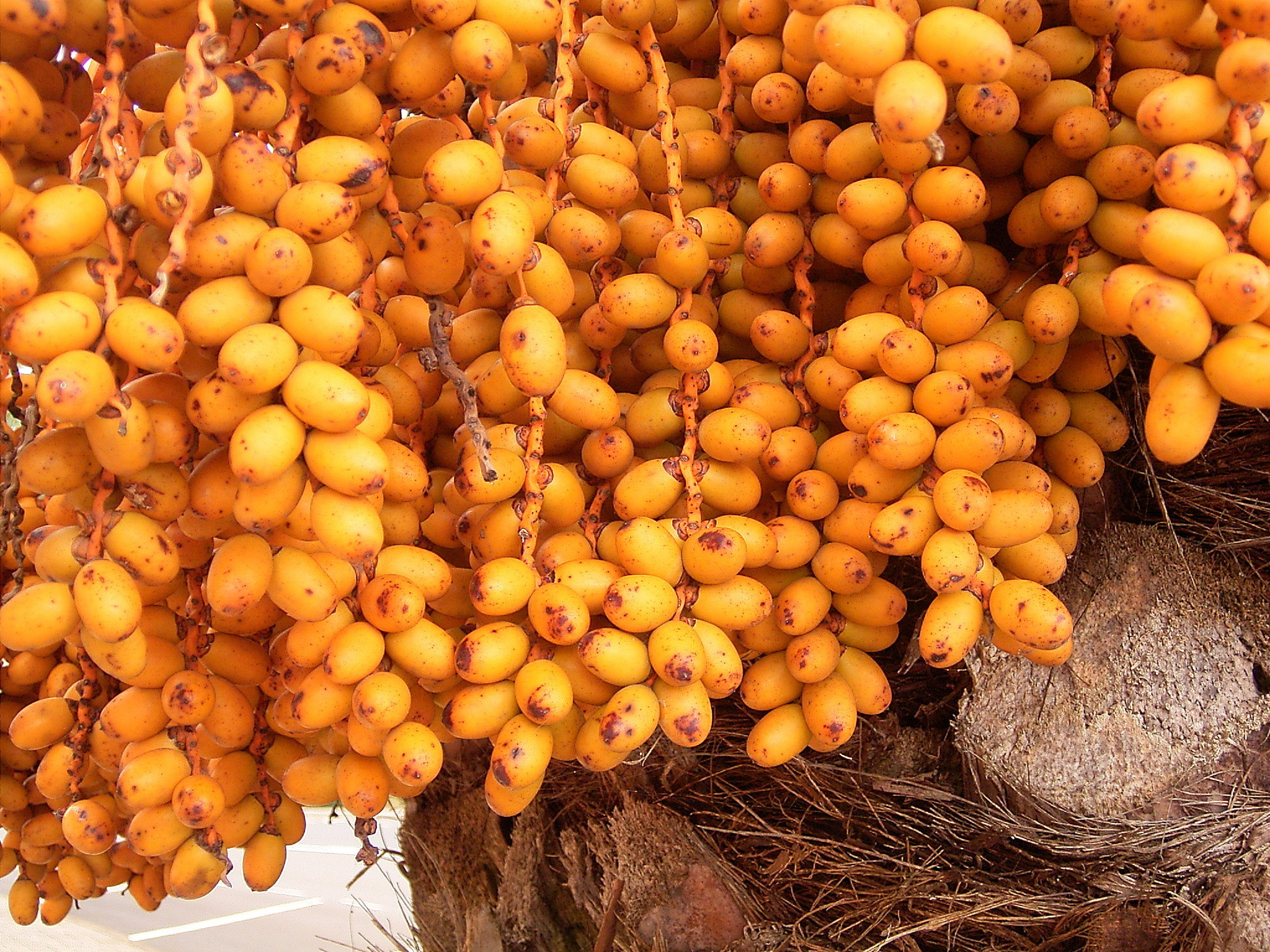
Éretlen termései
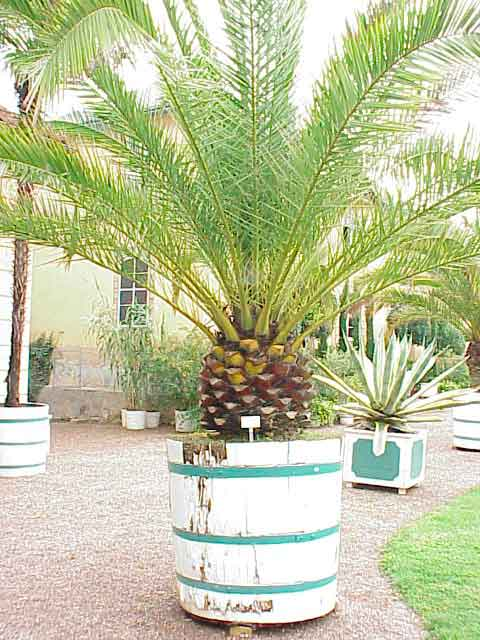
Edényes növényként a mérsékelt égövben is kedvelt
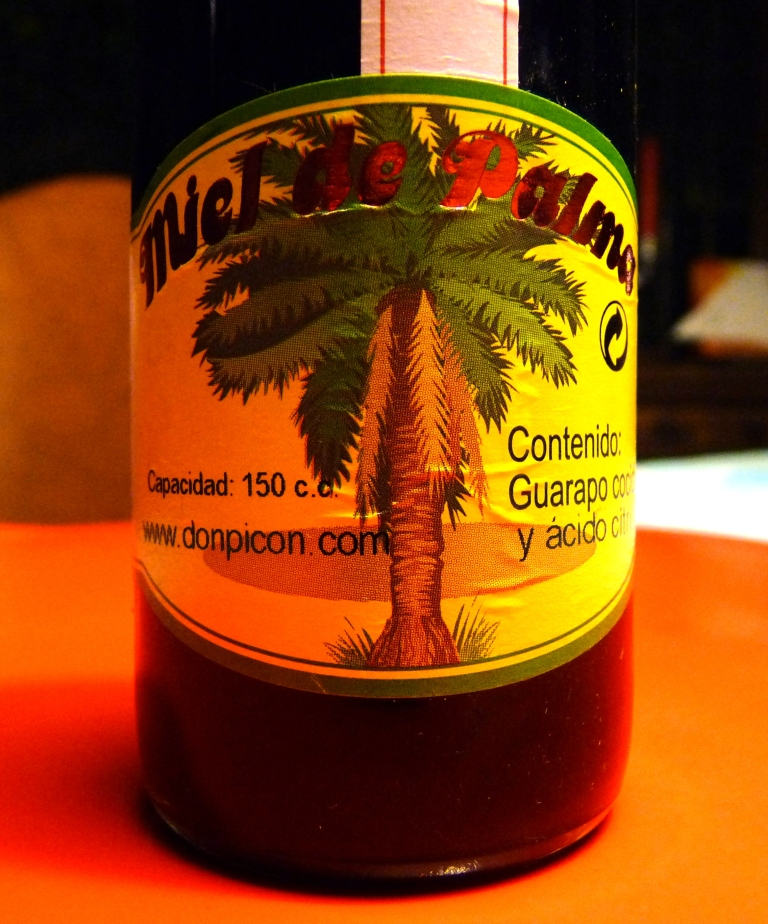
Kanári datolyapálmából készült termék